# RimWorld
RimWorld és un videojoc independent de gestió i construcció amb perspectiva de dalt a baix del desenvolupador Ludeon Studios, amb seu a Montreal. Originalment anomenat Eclipse Colony, es va llançar inicialment com a projecte de micromecenatge Kickstarter en accés anticipat per a Microsoft Windows, macOS i Linux el novembre de 2013, i es va estrenar oficialment el 17 d'octubre de 2018. El joc ha rebut crítiques generalment positives.

## Trama
El joc té una petita varietat d’escenaris per triar, tot i que la jugabilitat és essencialment la mateixa. Els personatges dels jugadors (anomenats "peons") estan encallats en un planeta situat a les fronteres de l'espai conegut (un "rim world"). Tots ells tenen un conjunt de trets generats aleatòriament que afecten la manera com poden contribuir a la colònia, les decisions que prenen i com afecta la seva existència als altres personatges. Amb el pas del temps, més personatges s’aniran incorporant a la colònia, rescatats després d’aterrar al mapa del jugador, unint-se voluntàriament o capturats després d’un atac. 
El joc acaba quan almenys un personatge ha fugit del planeta en una nau espacial o quan tots ells moren. Amb el DLC Royalty, el joc també pot acabar allotjant a High Stellarch, líder d’una de les faccions que habiten el Rim, i abandonant la colònia amb ells.

## Jugabilitat
L’objectiu del joc és assegurar la supervivència d’una colònia de persones, lluitant contra diversos esdeveniments ambientals i / o interns. Gran part de la dificultat (i l'aclamació de la crítica) provenen de la seva impredictibilitat, a través d'esdeveniments generats aleatòriament, i del seu món àmpliament dissenyat i personalitzable. A mesura que avança el joc, els esdeveniments es fan cada vegada més durs i el jugador pot desbloquejar tecnologia més avançada mitjançant la investigació. El joc té una vista bidimensional de dalt a baix.

### Generació d'esdeveniments aleatoris
Els esdeveniments dins del joc són generats aleatòriament per un narrador interactiu, que és fonamental per la jugabilitat; la dificultat del joc, la dificultat de l'esdeveniment i la progressió de la dificultat depenen de la seva configuració. El joc té tres narradors preconfigurats, "Cassandra Classic", "Phoebe Chillax" i "Randy Random". Hi ha 6 dificultats predefinides diferents, juntament amb una opció de dificultat personalitzada. La seva combinació afecta la gravetat i freqüència dels esdeveniments, així com balanç dels mateixos.
El joc també compte amb dos modalitats de guardat. El mode "compromís", on només es guarda la partida quan el jugador surt del joc, i el mode "recarregar en qualsevol moment", que permet al jugador guardar i carregar lliurement, donant al jugador la possibilitat de desfer un esdeveniment.

### Personatges
L'estabilitat dels personatges es representa mitjançant un mesurador d'humor, afectat per necessitats bàsiques o complexes. Els personatges requereixen menjar, descans i refugi, però també sol·licitaran un lloc per seure mentre mengen, roba ben feta i intacta o temps suficient per l'oci, com ara l'observació d’estrelles o jugar a escacs. Si es deixen de satisfer les necessitats, els personatges poden patir "trencaments mentals", com ara caure en un atordiment o fins i tot embogir i atacar altres personatges.
Amb el llançament d’Alpha 13 el 6 d’abril de 2016, es va introduir un nou aspecte social del joc. Als personatges se’ls va donar la capacitat de tenir relacions socials entre ells i es va introduir un sistema d’opinió sobre la resta de colons. Aquestes relacions poden beneficiar o menystenir les necessitats i les alegries d’un personatge, ja que les males relacions socials poden provocar baralles.
Els animals del joc també poden ser controlats pel jugador, després de ser domesticats. A certs animals se'ls pot ensenyar ordres, que varien des de simplement obeir el seu amo i defensar-lo si és atacat fins a decidir de tant en tant transportar i emmagatzemar objectes.

### Progrés tecnològic
Un altre aspecte important del joc és la progressió tecnològica. Els jugadors poden fer ús de l'electricitat, que desbloqueja una gran quantitat de màquines i augmenta l'eficiència de la colònia, però es veuen obligats a trobar maneres de generar-la, com ara aerogeneradors, plaques solars o centrals geotèrmiques. El progrés tecnològic s'assoleix mitjançant la investigació, amb la qual els jugadors poden desbloquejar nous avenços com la medicina, l'armament avançat o substàncies que alteren la ment.

### Combat
Els jugadors poden veure's obligats a combatre en diversos escenaris. Per exemple, durant un atac pirata, el jugador haurà de defensar la colònia reclutant els personatges o construint mecanismes defensius al voltant de la colònia. Aquestes mesures defensives poden incloure trampes i torretes automatitzades.

### Inanició
Els personatges del joc necessiten alimentació constant. Un dels reptes d’una colònia gran és trobar una manera d’alimentar tots els colons. Els jugadors poden combinar la caça, l'agricultura i la ramaderia per satisfer les necessitats dels colons. Els animals es poden atraure i domesticar amb menjar, però hi ha una petita possibilitat que l’animal ataqui el domador. En ser domesticats, els animals domèstics es poden reproduir.

### Modificacions
Els jugadors poden instal·lar modificacions distribuïdes a través del Steam Workshop, els fòrums oficials del joc o altres llocs de distribució.

## Recepció
RimWorld ha rebut crítiques generalment positives.

### Reconeixements
El 2016 RimWorld va ser votat com "joc independent de l'any" per Indie DB. El 2018 va ser votat com el joc més ben valorat per usuaris d'Steam. El joc va ser nominat el 2019 a la categoria de "Joc d'estratègia / simulació de l'any" als 22è Premis DICE. El 2020, RimWorld va ser classificat com el millor joc de gestió de PC al Rock Paper Shotgun.

### Ingressos
El febrer de 2018, Sylvester va anunciar que RimWorld havia venut més d’un milió de còpies. A l’agost de 2020, es calculava que RimWorld havia acumulat més de 100 milions de dòlars d’ingressos, cosa que el convertia en un dels jocs independents més populars d'Steam.

## DLC
El 24 de febrer de 2020 es va publicar el primer DLC, Royalty, amb l’actualització 1.1, que va afegir una nova facció de l’imperi i la tecnologia "psylink" que els colons podrien utilitzar. També va introduir el concepte de títols reials, cúmuls mecanoides, 13 cançons més a la banda sonora, més missions possibles, i més implants corporals i tipus d’armes.